# Buổi họp tối gia đình

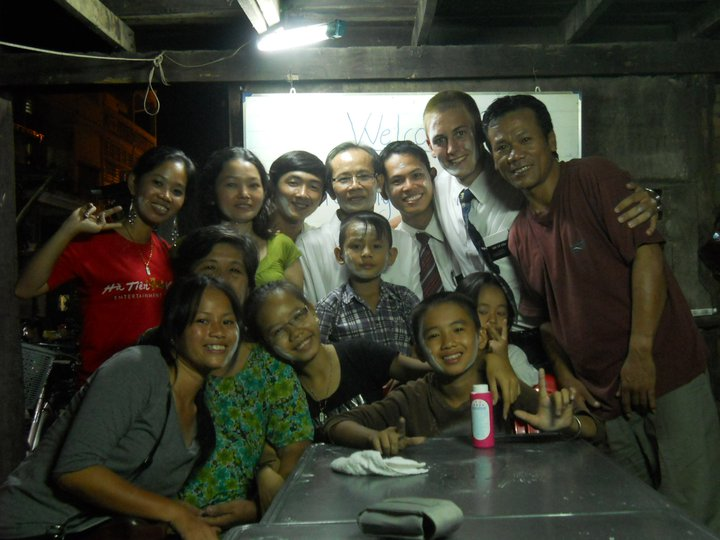
Một buổi họp tối gia đình của Giáo hội Các Thánh hữu Ngày sau của Chúa Giê Su Ky Tô tại một gia đình Việt Nam ở Campuchia

Buổi Họp Tối Gia đình là một buổi họp mặt hàng tuần của tất cả thành viên trong gia đình thuộc Giáo hội Các Thánh Hữu Ngày Sau Của Chúa Giê Su Ky Tô xum họp bên nhau để cầu nguyện, học thánh thư và qua đó mọi thành viên đều có cơ hội tham gia vào những sinh hoạt lành mạnh. Dựa theo những sự giảng dạy của Giáo hội này, mái gia đình là một nơi quan trọng để các thành viên phát triển phần thuộc linh và học hỏi phúc âm thế nên Buổi Họp Tối Gia đình làm vững mạnh tình yêu thương của tất cả thành viên trong gia đình với nhau, nơi mà các bậc phụ huynh giảng dạy các nguyên tắc phúc âm cho con em họ. Những Buổi Họp Tối Gia đình của hầu hết các Thánh Hữu Ngày Sau gồm có các trò chơi, bữa ăn tối và một bài học ngắn về phúc âm. Qua đó mỗi các thành viên gia đình đều có trách nhiệm chia sẻ một bài học hoặc chủ đề ngắn trong những buổi sinh hoạt như vậy.

## Lịch sử
Vào ngày 27 tháng Tư năm 1915, Chủ tịch Joseph F. Smith và các cố vấn của ông trong Đệ Nhất Chủ tịch Đoàn bắt đầu nỗ lực trong khắp Giáo hội để củng cố gia đình. Họ kêu gọi các bậc cha mẹ quy tụ con cái mình lại mỗi tuần để tổ chức Buổi Họp Tối Gia đình. Gia đình phải dành thời giờ để cùng cầu nguyện và ca hát, đọc thánh thư, giảng dạy phúc âm cho nhau, và tham gia vào những sinh hoạt mà sẽ xây đắp tình đoàn kết trong gia đình. Năm 1970, Chủ tịch Joseph Fielding Smith cùng với hai cố vấn của ông trong Đệ Nhất Chủ tịch Đoàn chỉ định tối thứ Hai làm thời gian cho Buổi Họp Tối Gia đình. Các vị tiên tri ngày sau tiếp tục khuyến khích các tín hữu dành ưu tiên cao nhất cho buổi họp tối gia đình. Giáo hội Các Thánh Hữu Ngày Sau của Chúa Giê Su Ky Tô đã dành ra các buổi tối thứ Hai khỏi các sinh hoạt khác của Giáo hội để gia đình có thể dành thời gian này cho nhau.

## Sinh hoạt
Một thời khóa biểu được đề nghị cho buổi họp tối gia đình như sau:
- Bài hát mở đầu
- Lời cầu nguyện mở đầu
- Đọc thánh thư
- Bài học
- Sinh hoạt
- Bài ca kết thúc
- Lời cầu nguyện kết thúc
- Bữa ăn tối